# Lincoln DeWitt
Lincoln Clark DeWitt (ur. 24 kwietnia 1967 w Syracuse) – amerykański skeletonista, brązowy medalista mistrzostw świata oraz zdobywca Pucharu Świata.

## Kariera
Największy sukces w karierze osiągnął w sezonie 2000/2001, kiedy zwyciężył w klasyfikacji generalnej Pucharu Świata. W 2001 roku wywalczył także brązowy medal na mistrzostwach świata w Calgary, gdzie wyprzedzili go jedynie Austriak Martin Rettl oraz Kanadyjczyk Jeff Pain. W 2002 roku wystartował na igrzyskach olimpijskich w Salt Lake City, zajmując piąte miejsce.